# Elecciones provinciales de Argentina de 2007
Las elecciones provinciales de Argentina de 2003 tuvieron lugar de forma desdoblada en 14 fechas entre el 18 de febrero y el 28 de octubre, con el objetivo de renovar 22 gobernaciones y 23 legislaturas provinciales. La provincia de Santiago del Estero no renovó ninguna institución local.

## Cronograma
| Distrito                             | Fecha                    | Gobernador                   | Partido   | Partido                                   | Alianza nacional | Alianza nacional                  | Diputados | Senadores | Consulta Popular | Convencionales |
| ------------------------------------ | ------------------------ | ---------------------------- | --------- | ----------------------------------------- | ---------------- | --------------------------------- | --------- | --------- | ---------------- | -------------- |
| Buenos Aires (Ver detalle)           | 28 de octubre de 2007    | Daniel Scioli                |           | Partido Justicialista                     |                  | Frente para la Victoria           | 46        | 23        | No elige         | No elige       |
| Ciudad de Buenos Aires (Ver detalle) | 3 de junio de 2007       | 1ª vuelta                    | 1ª vuelta | 1ª vuelta                                 | 1ª vuelta        | 1ª vuelta                         | 30        | No elige  | No elige         | No elige       |
| Ciudad de Buenos Aires (Ver detalle) | 24 de junio de 2007      | Mauricio Macri               |           | Compromiso para el Cambio                 |                  | Sin alianza nacional              | No elige  | No elige  | No elige         | No elige       |
| Catamarca (Ver detalle)              | 11 de marzo de 2007      | Eduardo Brizuela del Moral R |           | Unión Cívica Radical                      |                  | Frente para la Victoria           | 20        | 8         | No elige         | No elige       |
| Chaco (Ver detalle)                  | 16 de septiembre de 2007 | Jorge Capitanich             |           | Partido Justicialista                     |                  | Frente para la Victoria           | 16        | No elige  | No elige         | No elige       |
| Chubut (Ver detalle)                 | 16 de septiembre de 2007 | Mario Das Neves R            |           | Partido Justicialista                     |                  | Frente para la Victoria           | 27        | No elige  | No elige         | No elige       |
| Córdoba (Ver detalle)                | 2 de septiembre de 2007  | Juan Schiaretti              |           | Partido Justicialista                     |                  | Frente para la Victoria           | 70        | No elige  | No elige         | No elige       |
| Corrientes                           | 18 de febrero de 2007    | No elige                     | No elige  | No elige                                  | No elige         | 39                                |           |           |                  |                |
| Corrientes                           | 30 de septiembre de 2007 | No elige                     | 13        | 5                                         | No elige         | No elige                          |           |           |                  |                |
| Entre Ríos (Ver detalle)             | 18 de marzo de 2007      | Sergio Uribarri              |           | Partido Justicialista                     |                  | Frente para la Victoria           | 28        | 17        | No elige         | No elige       |
| Entre Ríos (Ver detalle)             | 28 de octubre de 2007    | No elige                     | No elige  | No elige                                  | No elige         | 45                                |           |           |                  |                |
| Formosa (Ver detalle)                | 28 de octubre de 2007    | Gildo Insfrán R              |           | Partido Justicialista                     |                  | Frente para la Victoria           | 15        | No elige  | No elige         | No elige       |
| Jujuy (Ver detalle)                  | 28 de octubre de 2007    | Walter Barrionuevo           |           | Partido Justicialista                     |                  | Frente para la Victoria           | 24        | No elige  | No elige         | No elige       |
| La Pampa (Ver detalle)               | 28 de octubre de 2007    | Oscar Mario Jorge            |           | Partido Justicialista                     |                  | Frente para la Victoria           | 26        | No elige  | No elige         | No elige       |
| La Rioja (Ver detalle)               | 19 de agosto de 2007     | Luis Beder Herrera           |           | Partido Justicialista                     |                  | Frente para la Victoria           | No elige  | No elige  | Sí               | No elige       |
| La Rioja (Ver detalle)               | 28 de octubre de 2007    | No elige                     | 9         | No elige                                  | No elige         | 23                                |           |           |                  |                |
| Mendoza (Ver detalle)                | 28 de octubre de 2007    | Celso Jaque                  |           | Partido Justicialista                     |                  | Frente para la Victoria           | 24        | 19        | No elige         | No elige       |
| Misiones (Ver detalle)               | 28 de octubre de 2007    | Maurice Closs                |           | Partido de la Concordia Social            |                  | Frente para la Victoria           | 20        | No elige  | No elige         | No elige       |
| Neuquén (Ver detalle)                | 3 de junio de 2007       | Jorge Sapag                  |           | Movimiento Popular Neuquino               |                  | Sin alianza nacional              | 35        | No elige  | No elige         | No elige       |
| Río Negro (Ver detalle)              | 20 de mayo de 2007       | Miguel Saiz R                |           | Unión Cívica Radical                      |                  | Frente para la Victoria           | 43        | No elige  | No elige         | No elige       |
| Salta (Ver detalle)                  | 28 de octubre de 2007    | Juan Manuel Urtubey          |           | Partido Justicialista                     |                  | Frente para la Victoria           | 30        | 11        | No elige         | No elige       |
| San Juan (Ver detalle)               | 12 de agosto de 2007     | José Luis Gioja R            |           | Partido Justicialista                     |                  | Frente para la Victoria           | 34        | No elige  | No elige         | No elige       |
| San Luis (Ver detalle)               | 19 de agosto de 2007     | Alberto Rodríguez Saá R      |           | Partido Justicialista                     |                  | Frente Justicia, Unión y Libertad | 21        | 5         | Sí               | No elige       |
| Santa Cruz (Ver detalle)             | 28 de octubre de 2007    | Daniel Peralta               |           | Partido Justicialista                     |                  | Frente para la Victoria           | 24        | No elige  | No elige         | No elige       |
| Santa Fe (Ver detalle)               | 2 de septiembre de 2007  | Hermes Binner                |           | Partido Socialista                        |                  | Coalición Cívica                  | 50        | 19        | No elige         | No elige       |
| Tierra del Fuego (Ver detalle)       | 17 de junio de 2007      | 1ª vuelta                    | 1ª vuelta | 1ª vuelta                                 | 1ª vuelta        | 1ª vuelta                         | 15        | No elige  | No elige         | No elige       |
| Tierra del Fuego (Ver detalle)       | 24 de junio de 2007      | Fabiana Ríos                 |           | Afirmación para una República Igualitaria |                  | Coalición Cívica                  | No elige  | No elige  | No elige         | No elige       |
| Tucumán (Ver detalle)                | 26 de agosto de 2007     | José Alperovich R            |           | Partido Justicialista                     |                  | Frente para la Victoria           | 49        | No elige  | No elige         | No elige       |
| R: Reelecto                          |                          |                              |           |                                           |                  |                                   |           |           |                  |                |

## Corrientes
El 18 de febrero de 2007 se realizaron elecciones para elegir 39 convencionales constituyentes para reformar la constitución provincial.
El 30 de septiembre de 2007 se realizaron elecciones para elegir 5 senadores, 13 diputados provinciales.
El resultado estableció que el Frente de Todos, liderado por el gobernador en funciones Arturo Colombi (radical), obtuviera el triunfo tanto en la elección de senadores provinciales (38,51%) como de diputados provinciales (37,88%), superando al Frente para los Correntinos, liderado por Ricardo Colombi (también radical y primo del anterior), que obtuvo 32,83% y 27,88%, respectivamente.

### Convención Constituyente
|  | 53,39 % |

|  | 21,16 % |

|  | 8,88 % |

|  | 1,71 % |

|  | 0,87 % |

|  | 11,45 % |

|  | 4,48 % |

|  | 3,29 % |

|  | 2,87 % |

|  | 2,84 % |

|  | 0,51 % |

|  | 94,20 % |

|  | 3,25 % |

|  | 2,55 % |

|  | 51,58 % |

|  | 100 % |

### Cámara de Diputados
|  | 13,62 % |

|  | 5,69 % |

|  | 8,36 % |

|  | 3,33 % |

|  | 1,96 % |

|  | 1,92 % |

|  | 37,88 % |

|  | 17,01 % |

|  | 3,77 % |

|  | 3,61 % |

|  | 3,48 % |

|  | 27,88 % |

|  | 9,78 % |

|  | 0,78 % |

|  | 0,71 % |

|  | 0,02 % |

|  | 10,75 % |

|  | 1,33 % |

|  | 1,09 % |

|  | 0,80 % |

|  | 0,63 % |

|  | 3,85 % |

|  | 2,78 % |

|  | 2,76 % |

|  | 1,49 % |

|  | 0,48 % |

|  | 0,39 % |

|  | 0,23 % |

|  | 2,58 % |

|  | 2,45 % |

|  | 2,16 % |

|  | 1,63 % |

|  | 1,57 % |

|  | 1,25 % |

|  | 0,82 % |

|  | 0,75 % |

|  | 0,46 % |

|  | 0,45 % |

|  | 95,98 % |

|  | 2,12 % |

|  | 1,90 % |

|  | 60,29 % |

|  | 100 % |

### Cámara de Senadores
|  | 13,83 % |

|  | 8,71 % |

|  | 8,42 % |

|  | 3,37 % |

|  | 1,98 % |

|  | 1,94 % |

|  | 0,25 % |

|  | 38,51 % |

|  | 21,26 % |

|  | 4,04 % |

|  | 3,84 % |

|  | 3,69 % |

|  | 32,83 % |

|  | 9,06 % |

|  | 0,77 % |

|  | 0,17 % |

|  | 0,02 % |

|  | 10,02 % |

|  | 1,33 % |

|  | 1,08 % |

|  | 0,82 % |

|  | 0,64 % |

|  | 3,88 % |

|  | 2,82 % |

|  | 1,48 % |

|  | 0,52 % |

|  | 0,38 % |

|  | 0,25 % |

|  | 2,63 % |

|  | 2,41 % |

|  | 1,65 % |

|  | 1,53 % |

|  | 1,24 % |

|  | 0,81 % |

|  | 0,75 % |

|  | 0,46 % |

|  | 0,46 % |

|  | 93,72 % |

|  | 2,88 % |

|  | 3,40 % |

|  | 60,85 % |

|  | 100 % |